# Burgemeester Jansenhaven
De Burgemeester Jansenhaven is een haven in de Nederlandse plaats Oss op het industrieterrein Elzenburg. De haven is een zijarm van het Burgemeester Delenkanaal en staat door dit kanaal in verbinding met de Maas. De haven met enkele honderden meters lengte is in 1968 geopend door Prins Bernard. De haven is vernoemd naar de Osse burgemeester van destijds, Louis Jansen. Later is een extra havenarm iets noordelijker geopend aan het Burgemeester Delenkanaal, de Burgemeester Van Veldhuizenhaven. De haven heeft via de Stamlijn Elzenburg verbinding met het spoornetwerk. Aan de haven is het bedrijf Heesen Yachts gevestigd.